# Эллендейл (Делавэр)
Эллендейл (англ. Ellendale) — город в округе Сассекс в штате Делавэр США. По данным переписи 2020 года, численность населения составляла 487 человек.

## Население
| 2010 | 2020 |
| ---- | ---- |
| 381  | ↗487 |